# Джейн Ейр (фільм, 2011)
«Джейн Ейр» (англ. Jane Eyre) — британський фільм режисера Кері Фукунаги 2011 року, заснований на однойменному романі Шарлотти Бронте.

## Сюжет
Молода гувернантка на ім'я Джейн Ейр наймається в дім багатого містера Рочестера. Кохання, що виникло між господарем і вихователькою його дочки здолало всі перепони — соціальні і матеріальні. Але дізнавшись про таємницю коханого, чи зможе Джейн пробачити йому і повернутися до нього?..

## У ролях
| Актор              | Роль              |
| ------------------ | ----------------- |
| Міа Васіковська    | Джейн Ейр         |
| Майкл Фассбендер   | Едвард Рочестер   |
| Джеймі Белл        | Сент-Джон Ріверс  |
| Джуді Денч         | місіс Фейрфакс    |
| Валентіна Черві    | Берта Мейсон      |
| Саллі Гокінс       | місіс Рід         |
| Імоджен Путс       | Бланш Інгрем      |
| Софі Ворд          | леді Інгрем       |
| Тамзін Мерчант     | Мері Ріверс       |
| Саймон Макберні    | містер Броклхерст |
| Голлідей Грейнджер | Діана Ріверс      |
| Ромі Сеттбон Мур   | Адель Варанс      |
| Гаррі Ллойд        | Річард Мейсон     |

## Нагороди
Асоціація кінокритиків Лос-Анджелеса (2011)
- Найкращий актор — Майкл Фассбендер.

Evening Standard British Film Awards (2012)
- Найкращий актор — Майкл Фассбендер.

Сан-Жорді (2012)
- Найкращий актор — Майкл Фассбендер.